# Cathédrale Saint-Nicolas de Lezhë
La cathédrale Saint-Nicolas (en albanais : Katedralja e Shën Nikollës) est une cathédrale de la ville de Lezhë, dans le nord-ouest de l'Albanie, dédiée à Saint Nicolas de Myre,.

## Histoire
La date de fondation du diocèse de Lezhë est inconnue. Un de ses évêque, Valentius, participe au concile de Sardique en 344. À l'époque byzantine, le diocèse est attesté par les notitiae episcopatuum du patriarcat de Constantinople.

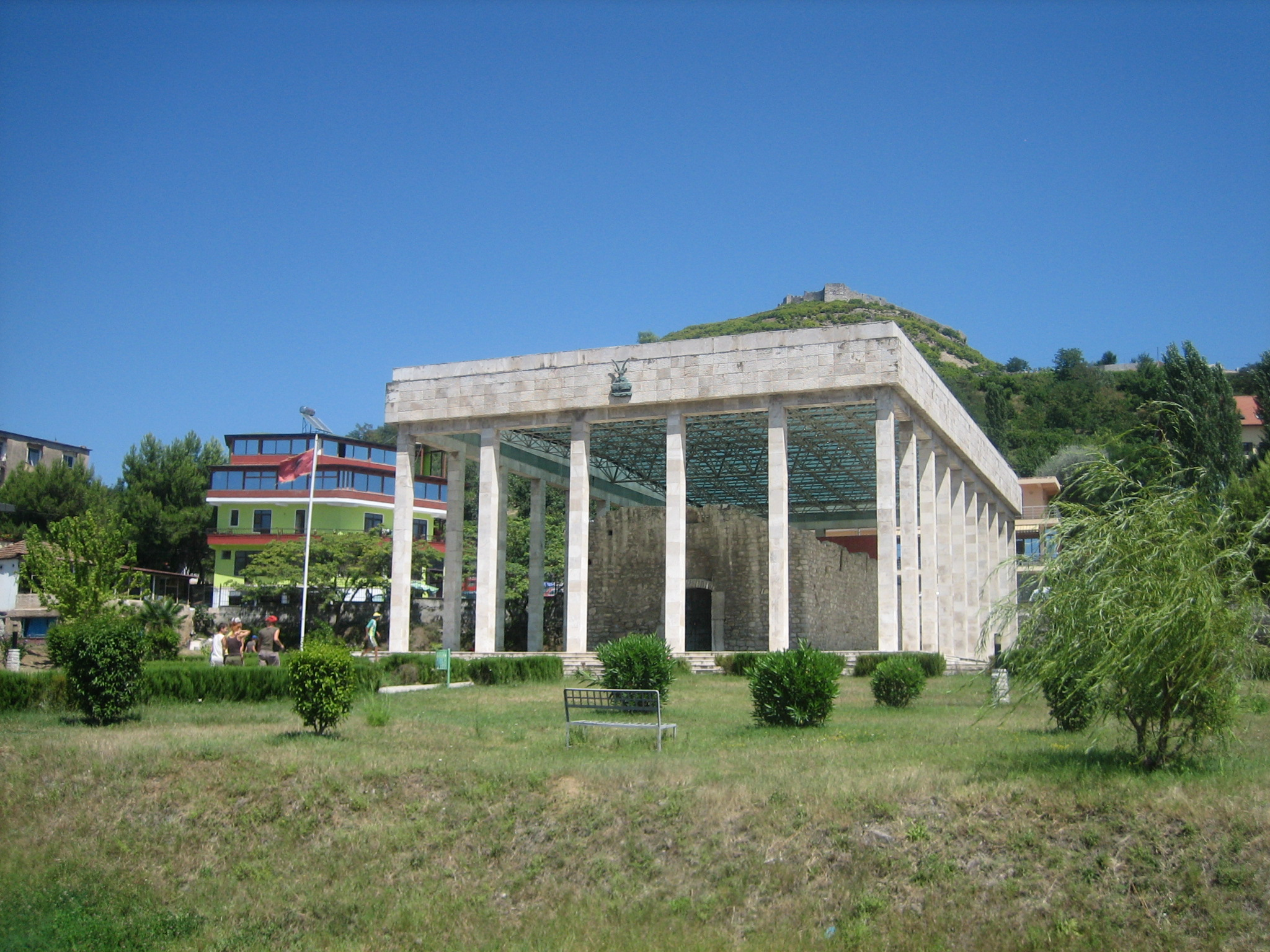
L'ancienne cathédrale sous son aspect actuel de mausolée.

Le diocèse catholique de rite latin actuel trouve ses origines dans la présence vénitienne sur le littoral dalmate à partir du XIVe siècle. Un évêque, Giovanni, est documenté en 1357. La première cathédrale dédiée à Saint Nicolas a été construite en 1453, et est c'est là qu'est enterré en 1468 le héros national albanais Skanderbeg,.

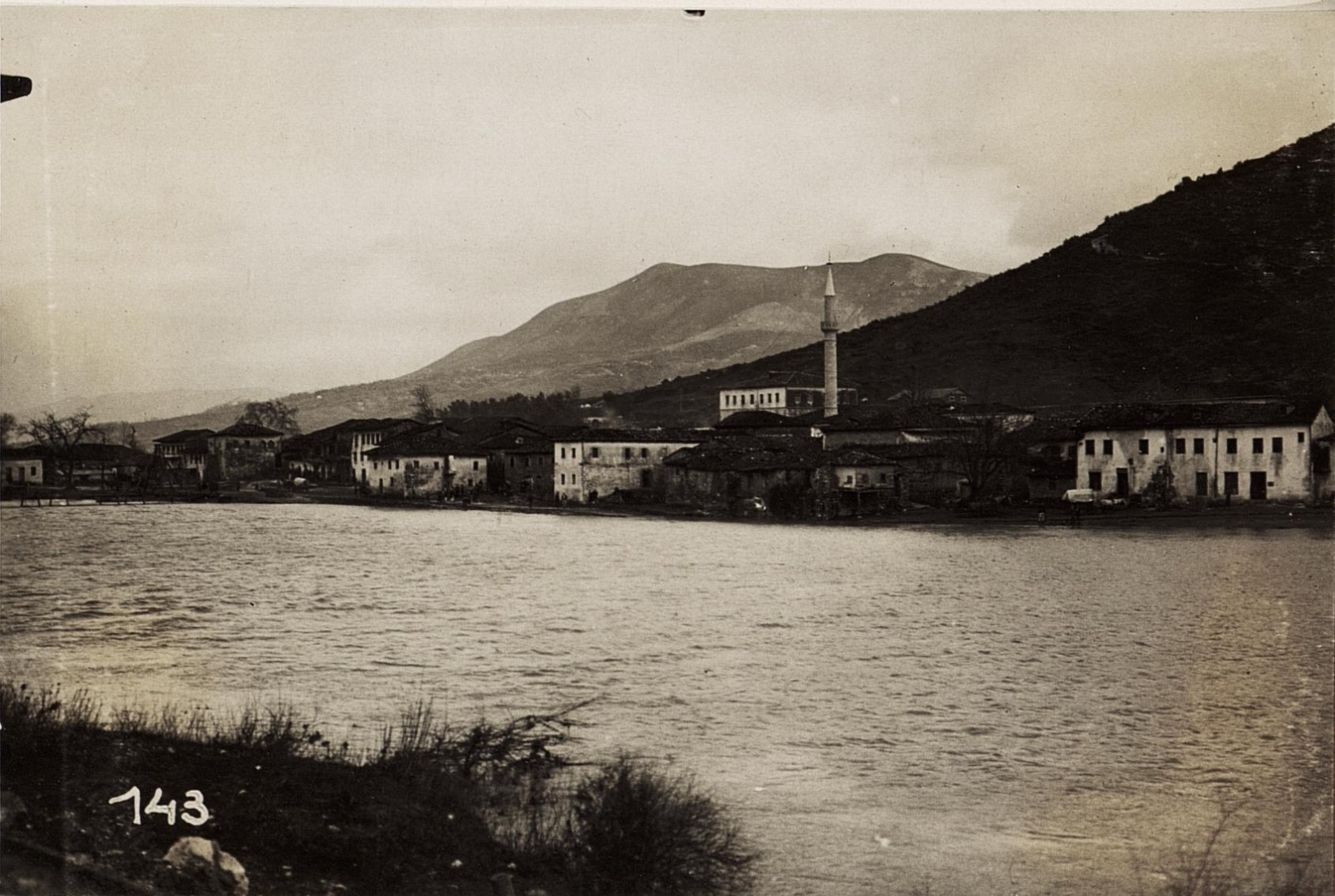
L'ancienne cathédrale sous son aspect de mosquée en 1917.

En 1478, l'occupation ottomane cause la transformation de la cathédrale, qui devient la mosquée Selimie, du nom du sultan Sélim Ier, les évêques successifs étant contraints de résider à Kallmet. En l'an 1621, c'est une église Notre-Dame qui est la cathédrale du diocèse.

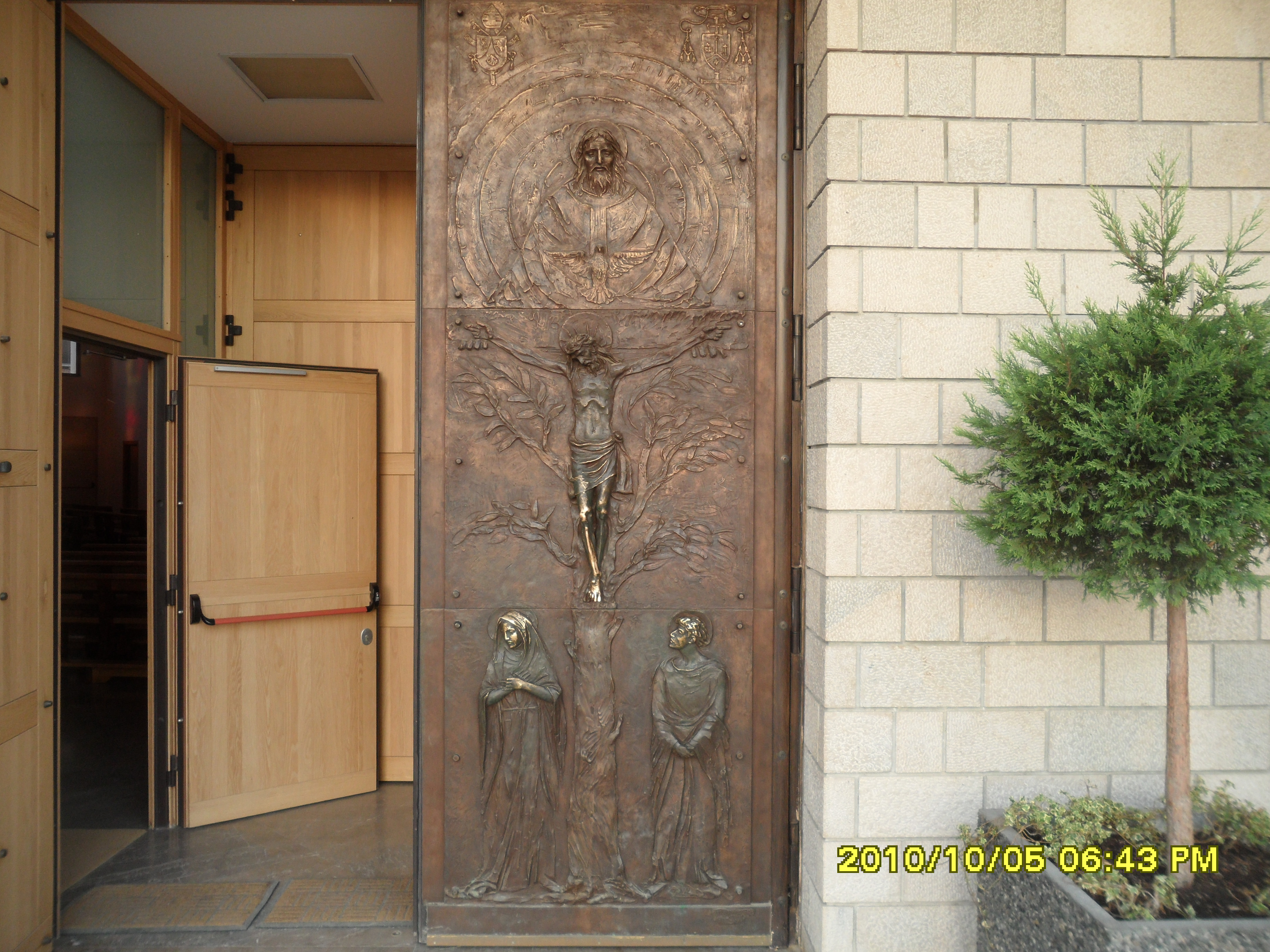
Portes en bronze de la cathédrale: la Trinité.

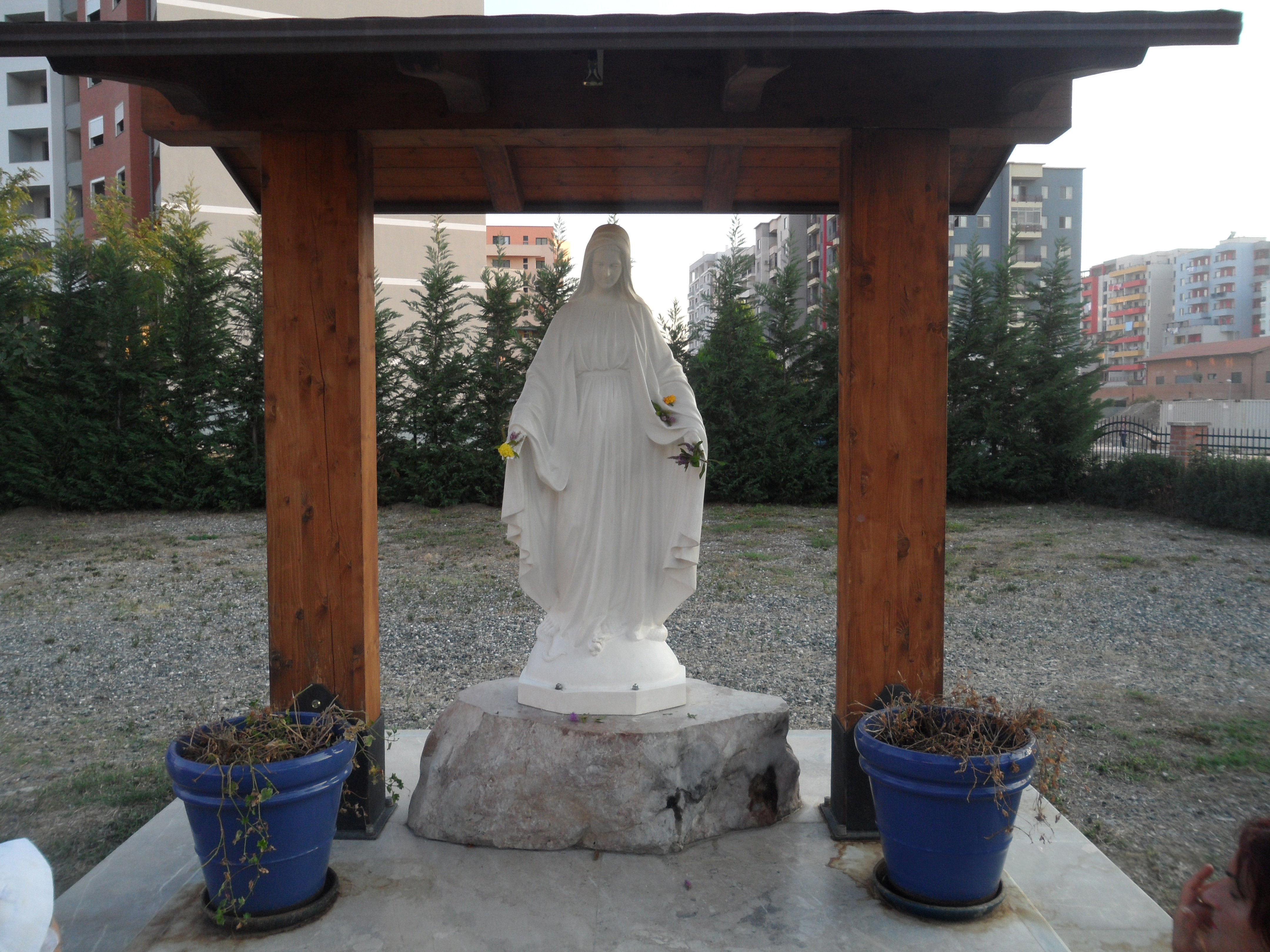
Statue votive devant la cathédrale.

Pendant la période communiste, la politique anti-religieuse d'Enver Hoxha conduit à la destruction de la mosquée Selimie et à sa transformation en 1981 en un cénotaphe à la gloire de Skanderbeg. En 2005, le diocèse de Lezhë (de) reçoit un nouvel évêque, le premier depuis Frano Gjini, exécuté en 1948. Une nouvelle cathédrale, dédiée elle aussi à Saint Nicolas de Myre, est édifiée en 2007 non loin du site originel, et consacrée par le cardinal Giovanni Battista Re.